# پلینویو (نبراسکا)
پلینویو(به انگلیسی: Plainview) شهری در ایالت نبراسکا کشور ایالات متحده آمریکا است که جمعیت آن در سرشماری سال ۲۰۱۰ میلادی، ۱٬۲۴۶ نفر بوده‌است.